# Vasivaea
Vasivaea är ett släkte av malvaväxter. Vasivaea ingår i familjen malvaväxter.
Kladogram enligt Catalogue of Life:
| Vasivaea | \| \| Vasivaea alchorneoides \| \| \| \| \| \| Vasivaea podocarpa \| \| \| \| |
|          | \| \| Vasivaea alchorneoides \| \| \| \| \| \| Vasivaea podocarpa \| \| \| \| |
|          | Vasivaea alchorneoides                                                        |
|          |                                                                               |
|          | Vasivaea podocarpa                                                            |
|          |                                                                               |